# Friedrichs-Gymnasium zu Breslau

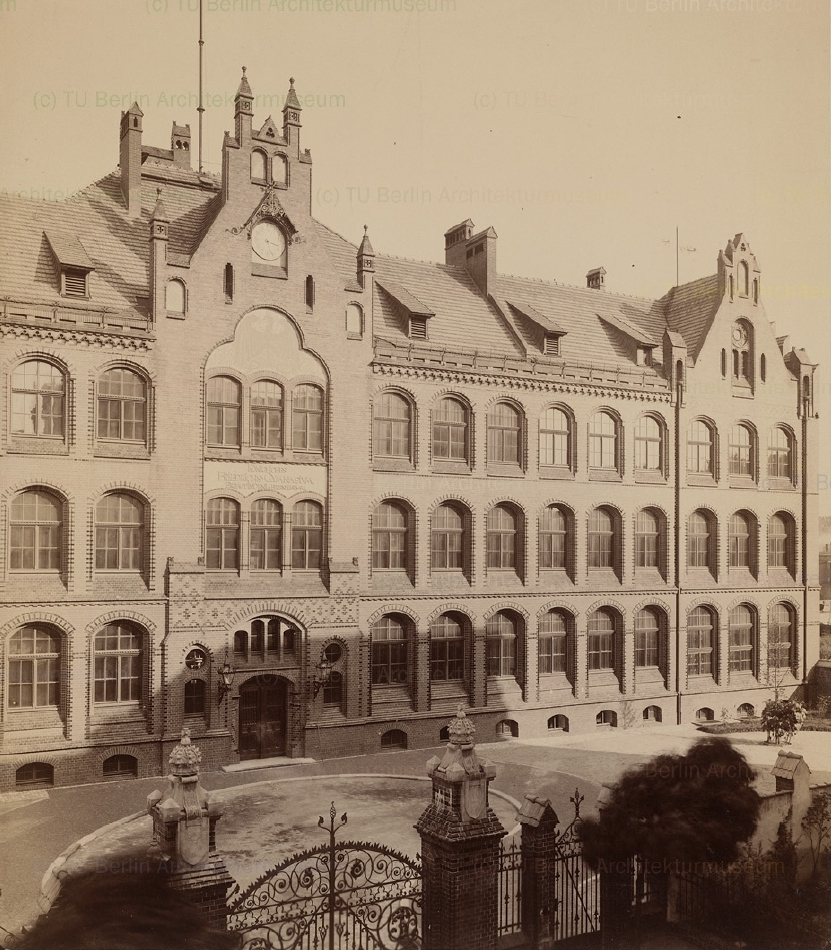
Königliches Friedrichs-Gymnasium, um 1900

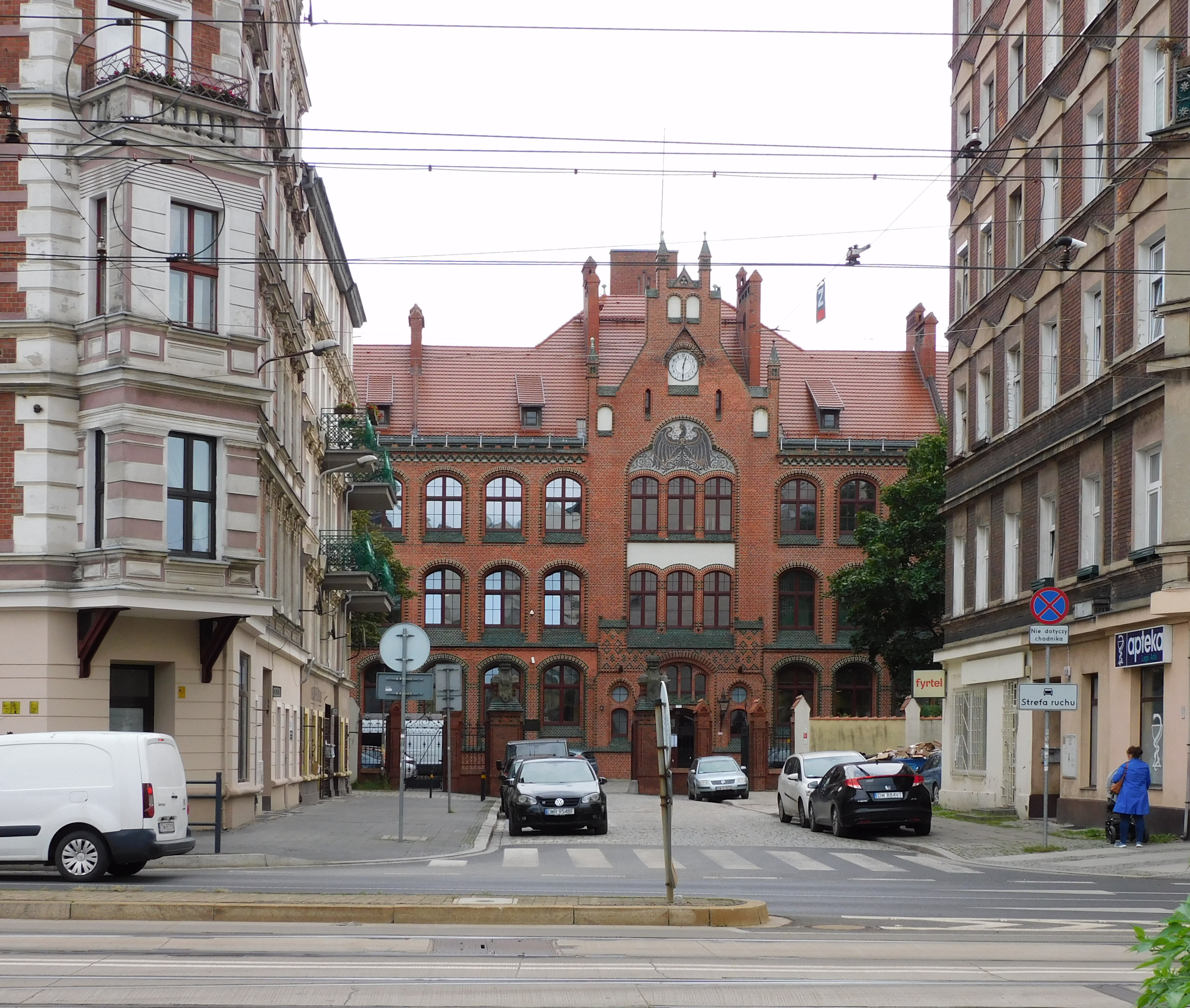
Schulgebäude

Das Friedrichs-Gymnasium in Breslau bestand von 1812 bis 1939. Es gehörte zu den sieben Gymnasien der Stadt und wurde von der Evangelisch-reformierten Kirche geführt.

## Geschichte

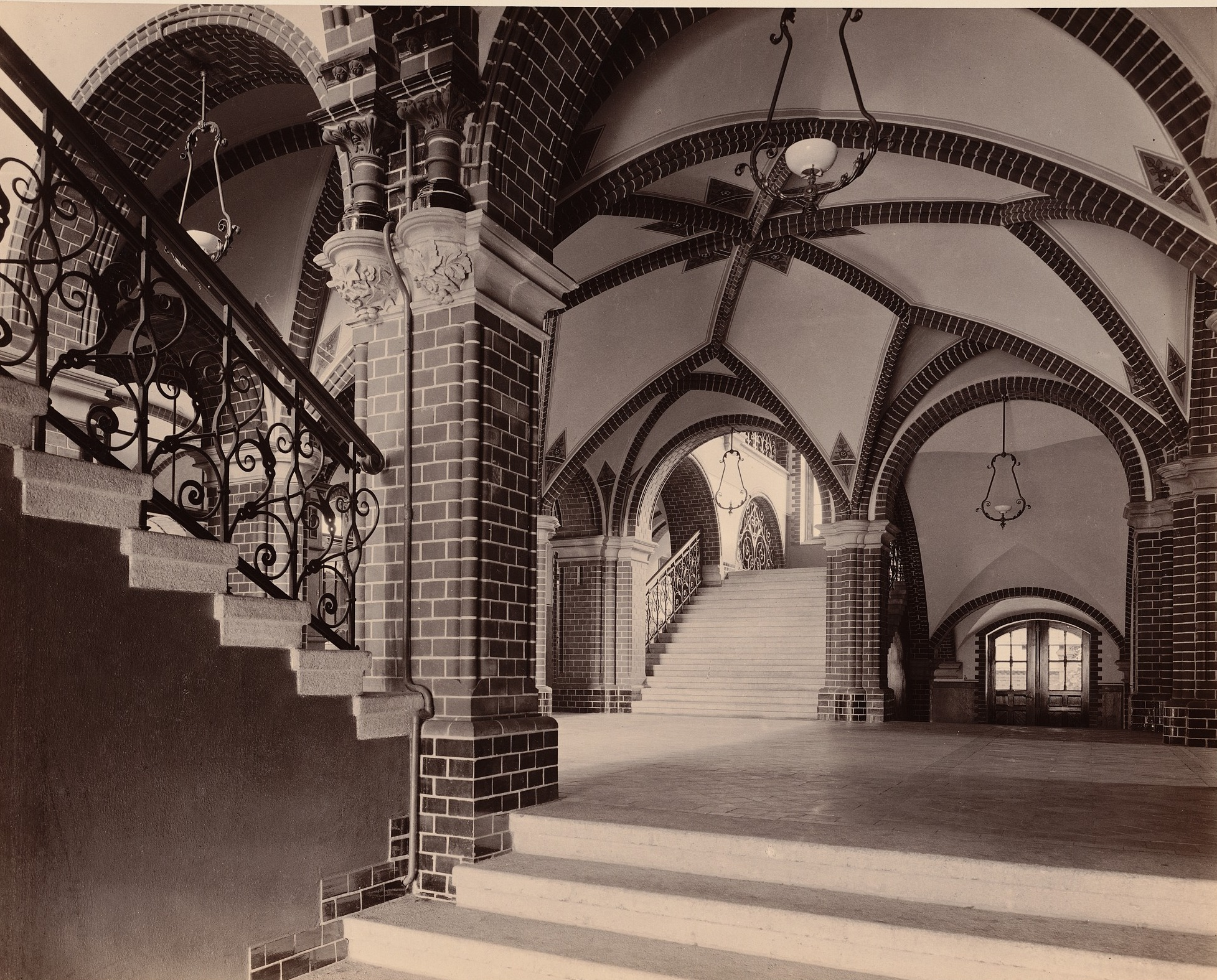
Mittelhalle des Gymnasiums

Am 25. Januar 1765 wurde die Schule als erste Realschule der Stadt gegründet, am Geburtstag des preußischen Königs Friedrich II. Das Gebäude befand sich neben der Reformierten Parochialkirche (später Hofkirche) und wurde von dessen Presbyterium unterhalten. 1776 erteilte König Friedrich II. durch Kabinettsorder die Erlaubnis, das sie nun Schola Friedericiana (Friedrichs-Schule) heißen durfte.
Seit 1812 war es ein Friedrichs-Gymnasium, als drittes in der Stadt Breslau (neben nach dem Elisabet- und dem Magdalenen-Gymnasium). Wahrscheinlich seit 1817 hieß es Königliches Friedrichs-Gymnasium, da die königliche Verwaltung zeitweise an der Führung der Schule beteiligt war (= Compatronat). Seit 1824 entschied das Presbyterium der Reformierten Kirche wieder allein über die Angelegenheiten der Schule, diese erhielt aber weiterhin jährliche staatliche Zuschüsse, und die Bezeichnung königlich blieb erhalten. Seit 1844 gab es zusätzlich eine Vorschule, wahrscheinlich mit zwei Vorbereitungsjahrgängen.
Das Gymnasium besuchten in dieser Zeit jährlich etwa 200 Schüler, von denen die Mehrzahl meist evangelisch-reformiert war. 1873 waren die meisten Gymnasiasten jüdischer Herkunft (180 von 324, daneben 128 evangelische und 16 katholische), was der höchste prozentuale Anteil in den Breslauer Gymnasien in dieser Zeit war.
1896 wurde ein neues größeres Schulgebäude unter der Leitung des Architekten Georg Büttner gebaut. Spätestens seit 1903 wurde nach dem sogenannten Frankfurter Lehrplan von Karl Reinhardt unterrichtet, der Französisch als erste Fremdsprache, statt bisher Latein beinhaltete, und einige weitere Reformen vorsah. Seit 1922 hieß es Staatliches Friedrichs-Gymnasium und seit 1933 Staatliches König-Friedrich-Gymnasium. 1939 wurde es zur König-Friedrich-Schule als höhere Oberschule für Jungen herabgestuft. Im Zuge der Evakuierung und Flucht der Einwohner im Januar 1945 am Vorabend der Schlacht um Breslau wurde auch der Schulbetrieb an der König-Friedrich-Schule eingestellt. Er konnte nach Kriegsende infolge der Einverleibung Breslaus in die Volksrepublik Polen und der Vertreibung seiner Einwohner nicht weitergeführt werden.
Nachfolgend wurde das Gebäude für verschiedene polnische Schulen genutzt. Gegenwärtig befindet sich dort das Kreativzentrum „Talent“ (Centrum Kreatywności „Talent“) und eine pädagogische Ausbildungsstätte (Poradni Psychologiczno-Pedagogicznej nr 2).

## Persönlichkeiten
Direktoren

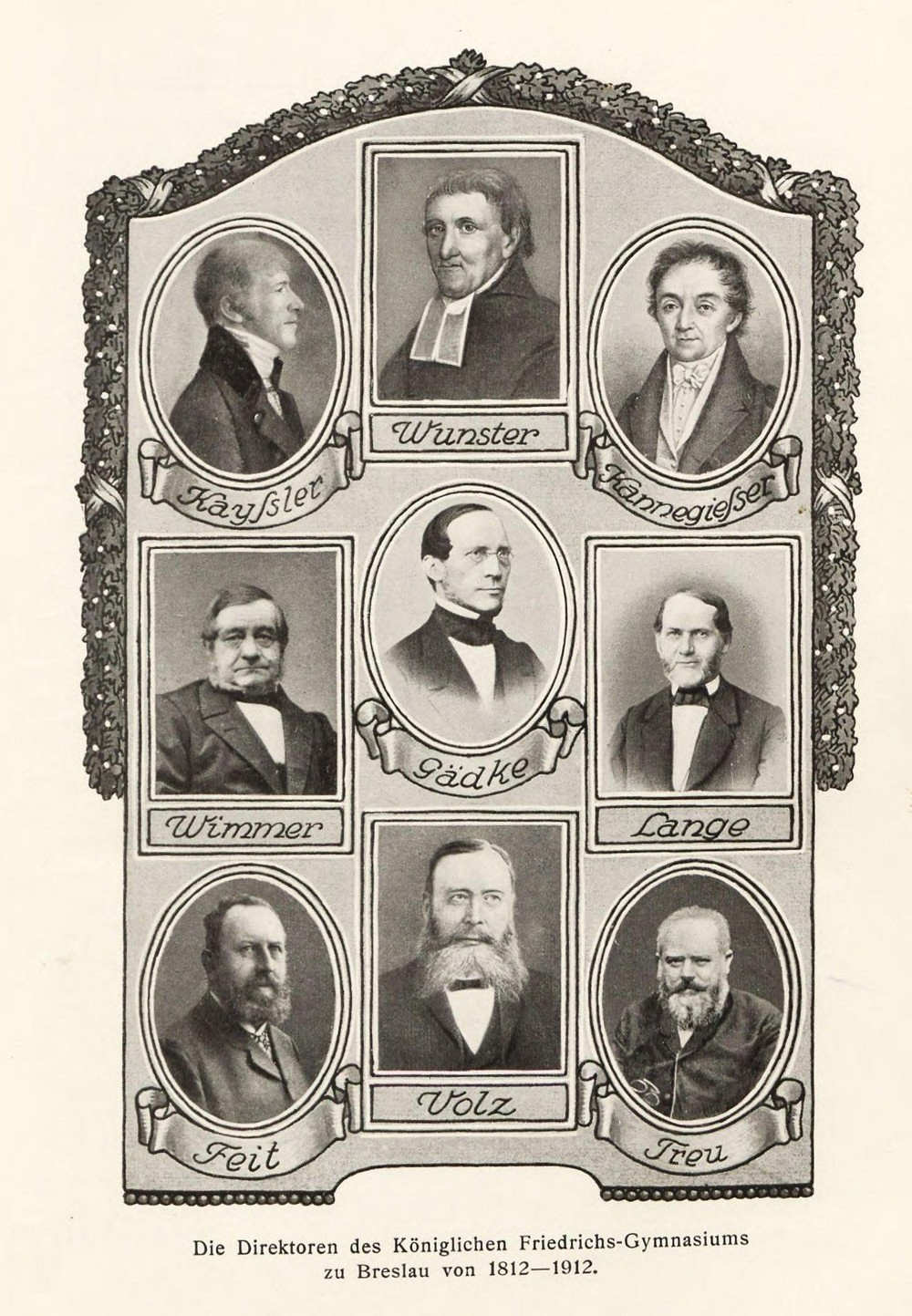
Direktoren 1812–1912

Die Schulleiter bis 1815 waren jeweils die ersten Geistlichen an der reformierten Parochialkirche in Breslau.
- L. S. Noltenius, 1765[5]
- Daniel Heinrich Hering, 1765–1805
- J. B. Wunster, 1805–1815
- Adalbert Kayssler, 1815–1821
- C. L. Kannegiesser, 1821–1843
- Friedrich Wimmer, 1843–1863, danach Stadtschulrat in Breslau
- August Lange, 1863(?)–nach 1873
- Berthold Volz, 1893–?
- Paul Feit, 1900–nach 1903[6]

Weitere Lehrer
- Johann Karl Tobisch, 1822–1855
- Vincenz Eugen Tobisch, 1822–1852
- Adolf Anderssen, Mathematik und Deutsch, war ein erfolgreicher Schachspieler

Schüler
- Robert von der Goltz, Diplomat
- Guido Weiss, Journalist
- Silvius von Goldfus (1840– ), Rittergutsbesitzer
- Helmut Gensrich (1922–2005), Rundfunk-Ingenieur